# Magnus Ullholm
Magnus Ullholm, född den	30 november 1749 i Karlstad, död den 29 april 1809 i Stockholm, var en svensk jurist.
Ullholm blev polismästare i Stockholm 1792, tilldelades lagmans namn, heder och värdighet 1795 och blev häradshövding i Kopparbergslagens och Näsgårds läns domsaga 1800.